# Perruche à oreilles jaunes
Platycercus icterotis
Espèce
Statut de conservation UICN

 LC  : Préoccupation mineure
Statut CITES
La Perruche à oreilles jaunes (Platycercus icterotis), aussi dit  Perruche de Stanley, est une espèce australienne d'oiseaux appartenant à la famille des Psittacidae.

## Description

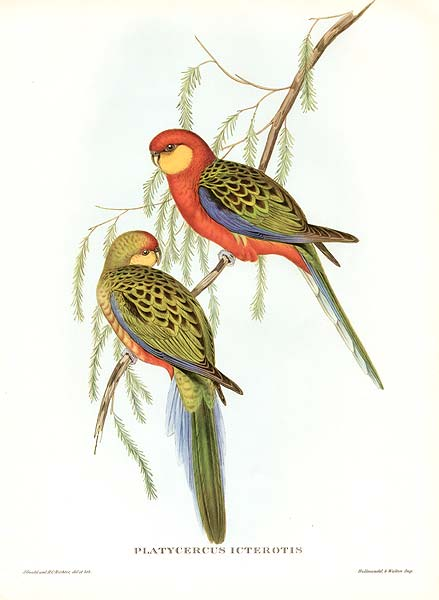
La perruche à oreilles jaunes ; dessin de John Gould.

Cet oiseau est l'espèce la plus petite appartenant au genre Platycercus : 26 à 28 cm de longueur. Il présente un léger dimorphisme sexuel : la femelle est plus petite que le mâle et présente des couleurs moins vives avec des taches jaunes sur les joues plus petites et souvent avec des plumes vertes sur la tête et le ventre.
La calotte, la gorge, la poitrine et le ventre sont rouge vif tandis que les flancs de même couleur sont parsemés de plumes jaunes. Les joues sont jaunes. Le dos et le croupion sont verts avec des dessins en écaille noirs. Les rémiges sont bleu noir. Sur le dessus, les rectrices médianes sont vertes à extrémité bleue, les externes bleues et le dessous de la queue bleu ciel. Le bec est blanc sale. Les yeux sont marron et les pattes brun noir.

## Répartition
Cette espèce vit dans le sud-ouest de l'Australie.

## Habitat
Cet oiseau fréquente les prairies, les champs, les vergers, les parcs et les jardins.

## Alimentation
La perruche à oreilles jaunes se nourrit de graines, de fruits, de végétaux.

## Comportement
Cette espèce vit en couples ou en petits groupes.

## Sous-espèces
Cet oiseau est représenté par deux sous-espèces.